# Asja (Turgenew)

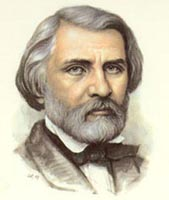
Iwan Turgenew im Jahr 1859

Asja, auch Assja und Assia (russisch Ася), ist eine Novelle des russischen Schriftstellers Iwan Turgenew, die im November 1857 abgeschlossen wurde und 1858 im Heft 1 des Sowremennik erschien. 1869 kam die Übertragung ins Deutsche bei E. Behre in Mitau heraus.

## Inhalt
Der 45-jährige russische Erzähler erinnert sich seines Aufenthalts in dem linksrheinischen Städtchen S. Damals war er fünfundzwanzig Jahre jung und wohlhabend gewesen. Mitunter hatte er sich von einem Fährmann über den Strom in das benachbarte, etwas größere Städtchen L. übersetzen lassen. In L. hatte er die Bekanntschaft des vermögenden russischen Landjunkers Gagin und dessen Halbschwester Asja – eigentlich Anna – gemacht.
Der „weiche, verzärtelte großrussische Aristokrat“ Gagin dilettiert als Landschaftsmaler. Der Erzähler freundet sich mit ihm an. Das Benehmen der 17-jährigen, eigensinnigen Asja gibt dem Erzähler zwar Rätsel auf, doch er wird von Asjas „wildem Reiz des Ursprünglichen“ angezogen. Gagin setzt den Erzähler ins Bild. Gagins Vater hatte Asja zusammen mit der Zofe von Gagins verstorbener Mutter in die Welt gesetzt. Asja hatte ihre Mutter als Neunjährige verloren, war von ihrem Vater erzogen worden und war nach dem Tod des Vaters in ein Sankt Petersburger Pensionat gekommen.
Der Erzähler tanzt mit Asja einen Walzer und erkennt, er liebt das junge Mädchen, doch er behält das für sich. Gagin eröffnet dem Erzähler unter vier Augen, seine Schwester liebe ihn. Gagin möchte wissen, ob ihm Asja gefällt. Der Erzähler bejaht. In dem Fall erwartet Gagin, dass der Erzähler Asja heiratet. Darauf distanziert sich der Erzähler: „Ein siebzehnjähriges Mädchen mit ihrem Charakter heiraten! Ja, wie ist denn das möglich!“ Die Geschwister reisen rheinabwärts über Köln nach London. Der Erzähler kann die vor ihm Geflüchteten weder am Rhein noch an der Themse finden.
Zwanzig Jahre später trauert der Erzähler, inzwischen alternder Junggeselle geworden, der verlorenen Liebe nach. Der Abschiedsgruß der geliebten Asja – auf einen Zettel gekritzelt – kommt ihm wieder in die Finger. Mit einem einzigen Wort, so konstatiert Asja auf dem Papier, habe sie dem Erzähler ihre Liebe gestanden, doch die Erwiderung sei ausgeblieben.

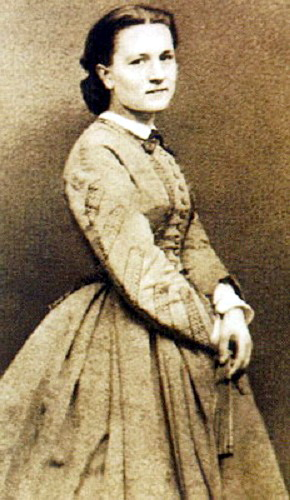
Um 1865: Pelageia Turgenewa,
verheiratete Pauline Brewer * 1842; † 1919 (Полина Брюэр)

## Hintergrund
Die Turgenew-Forscher sind sich uneins. In der einen Version soll Turgenew das Schicksal seiner Tochter Pauline ziemlich treffend nachgestaltet haben und in der anderen wird Turgenews Halbschwester Warwara Schitowa als Vorbild für Asja angenommen. Mit der Stadt S. ist wahrscheinlich Sinzig, eine Stadt die heute in Rheinland-Pfalz liegt, gemeint. Die Stadt L. ist dementsprechend Linz am Rhein.

## Verfilmung
- 1977 Sowjetunion: Asja – eine unerfüllte Liebe[6] – Film von Iossif Cheifiz mit Igor Kostolewski als Gagin und Jelena Korenewa[7] in der Titelrolle.